# Apollo 13
Apollo 13 (angleško Apolon 13) je bila Nasina vesoljska odprava Programa Apollo, ki je bila načrtovana kot tretji pristanek človeške posadke na Luni. Cilj odprave je bilo gorovje Fra Mauro. Izstrelitev je bila 11. aprila 1970. Dva dneva kasneje je na servisnem modulu plovila zaradi napake na električni napeljavi odjeknila eksplozija, zaradi katere je servisni modul začel izgubljati kisik in elektriko, kar je onemogočilo pristanek na Mesecu, poleg tega pa je povzročila tudi težave z navigacijo, ki je bila ravno tako odvisna od električne energije. Posadka se je zatekla v lunarni modul, kjer je ostala do vrnitve. Ta poteza je bila negotova, ker je bil lunarni modul načrtovan le za bivanje dveh ljudi za čas 3 dni, vendar se je na presenečenje vseh poteza izšla. Komandni modul je sicer ostal operabilen, vendar so ga izklopili, da bi privarčevali elektriko in kisik in ohranili sposobnost vstopa v ozračje. Posadka je vseeno uspešno obkrožila Mesec in se je na koncu srečno vrnila na Zemljo, področje gorovja Fra Mauro pa je raziskala odprava Apollo 14. 

## Posadka
Številka v oklepaju predstavlja število vesoljskih poletov vključno s tem za vsakega člana posadke.
- James Arthur Lovell (4), poveljnik odprave (CDR)
- John Leonard Swigert (1), pilot Komandnega modula (CMP)
- Fred Wallace Haise (1), pilot Lunarnega modula (LMP)

### Nadomestna posadka
- John Watts Young, poveljnik odprave
- John Leonard Swigert (1), pilot Komandnega modula
- Charles Moss Duke, pilot Lunarnega modula

### Pomožna posadka
- Vance DeVoe Brand
- Jack Robert Lousma
- Joseph Peter Kerwin

### Nadzorniki poleta
- Gene Kranz (vodja),[3] bela ekipa
- Milt Windler,[3] kostanjeva ekipa
- Glynn Lunney,[3] črna ekipa
- Gerald D. Griffin,[3] zlata ekipa

## Navedek
Znameniti, vendar napačen navedek: »Houston, we have a problem.« (Houston, imamo težavo.)
Dejanski navedek: »Okay, Houston, we've had a problem here« (V redu, Houston, imeli smo težavo),, izrekel ga je Swigert ekipi na Zemlji. Lovell je potem zamrmral: »Houston, we've had a problem.«